# Nobeoka (Miyazaki)
Nobeoka (延岡市 Nobeoka-shi?) es la ciudad más al norte de la prefectura de Miyazaki, en Japón.

## Clima
El clima de Nobeoka es caliente y húmedo en el verano (superior a 30 °C) y es un poco frío en el invierno con temperaturas de hasta alrededor de congelación (0 °C).

## Historia
- La ciudad adquirió el estatus de ciudad en 11 de febrero de 1933.